# 人型机器人学
人型机器人學（Android_science），又稱仿生人学，是一个全新跨领域的研究，基于非常像人的机器人（此处被称为仿真机器人、仿制人、仿生人或人型機器人）会产生出人引导下的社会反应的前提下，用来学习人类互动反应与认知历程。因为当人类彼此互动时，人类自然而然会与他人产生社会化互动。这样的社会化互动是直接来自于与他人的反应，并非与动物、机器、家具或其它非生命的物体。

## 概述
人型机器人学结合许多学门，像是电机工程、人工智能、心理学与神经科学。人型机器人学的目的在于去探索人类互动与认知历程。因此，人型机器人学企图建造极为像人的机器人，于是被操控的人型机器人则可展现出接近一般人类的行为举止，这样人们将会用对待其它人一样的方式去对待人型机器人。人型机器人（仿制人）的优势在于研究者可在实验中将人型机器人当成比人类演员更为精确控制的仪器与人类参与者互动，藉此引发出社会化反应。
如果拥有机械外型的机器人已经可以引起某些社会化反应，那么外型更接近人类的机器人会引发更多社会化反应，更有利于在社会学、心理学、认知行为、神经科学等实验。使用人型机器人的实验会比使用机械外型的机器人的拥有更多的生态效度（ecological validity）。因为，当使用机械外型的机器人用于人类──机器人互动研究，是无法将研究结果用在人类──人类互动研究上的。使用人型机器人去研究人类──人型机器人互动此一议题时，其研究结果对于人类──人类互动研究依然有效。
另外，用于人类──人型机器人互动的实验能提供认知历程或神经传递如何影响人类互动的理论基础。可以导入于人型机器人的应用或是用来验证于人类受试者的互动。如果人类──人型机器人互动是与人类──人类互动相似的话，则可将理论模型导入人型机器人身上，或是用来验证人型机器人与人类的互动。在人型机器人学中，认知科学与电机工程学可透过此种相互关系而更为加深了解人类互动行为与推动人形机器人的发展。
以上的观点是用于解释极为特定的研究取向的狭义人型机器人学。但有些学者认为人型机器人学的定义应该更为广泛，以较为宽广的定义来界定人型机器人学，认为所有源于相似人类所造成的效应均可包含于其中，例如，人型机器人对社会的冲击，或是拟人观（anthropomorphism）与人类感知间的关系等研究。任何与人类相似外型的机器人如何去影响人类的观点、互动等方面，均可算是此一范畴。
近年来，森政弘(Masahiro Mori)的研究发现人类会会更为敏感于接近人类外型的物体所表现的似人类化的行为与样貌。如果机器人越像人类的话，人类会更为敏感觉注意到机器人在行为举止上不像人的地方。人类会对此感到不安忧虑，进而认为这机器人很奇怪或是令人毛骨悚然。他将此现象归类于所谓的“诡异谷”（Uncanny Valley）假说。森政弘认为如果让机器人过于接近人类是有害的，因为人类会极为容易被引发出令人毛骨悚然的负面感觉。但事实上对于人类学研究是相当有帮助的。就以诊断工具来说，这样帮助我们容易找到问题的根源。像是当我们发现人型机器人的外观不像人时，我们可以藉此修正。同样地，若是人型机器人的行动不如人类灵活，或是反应异于人类时，我们将可以修正此问题。
在人型机器人学中，这样被强化的敏感性可被当做用来测量人型机器人似人度的工具。